# Chiropterotriton
Chiropterotriton es un género de salamandras en la familia Plethodontidae, endémico de México. Se distribuyen desde Tamaulipas a Oaxaca.

## Especies
Se reconocen las 15 siguientes según ASW:
- Chiropterotriton arboreus (Taylor, 1941)
- Chiropterotriton chiropterus (Cope, 1863)
- Chiropterotriton chondrostega (Taylor, 1941)
- Chiropterotriton cieloensis[2] Rovito & Parra-Olea, 2015
- Chiropterotriton cracens Rabb, 1958
- Chiropterotriton dimidiatus (Taylor, 1940)
- Chiropterotriton infernalis[2] Rovito & Parra-Olea, 2015
- Chiropterotriton lavae (Taylor, 1942)
- Chiropterotriton magnipes Rabb, 1965
- Chiropterotriton miquihuanus[3] Campbell, Streicher, Cox & Brodie, 2014
- Chiropterotriton mosaueri (Woodall, 1941)
- Chiropterotriton multidentatus (Taylor, 1939)
- Chiropterotriton orculus (Cope, 1865)
- Chiropterotriton priscus Rabb, 1956
- Chiropterotriton terrestris (Taylor, 1941)